# Oreilles d'âne (geste)
Pour les articles homonymes, voir Oreille d'âne.
Ne doit pas être confondu avec Signe V.

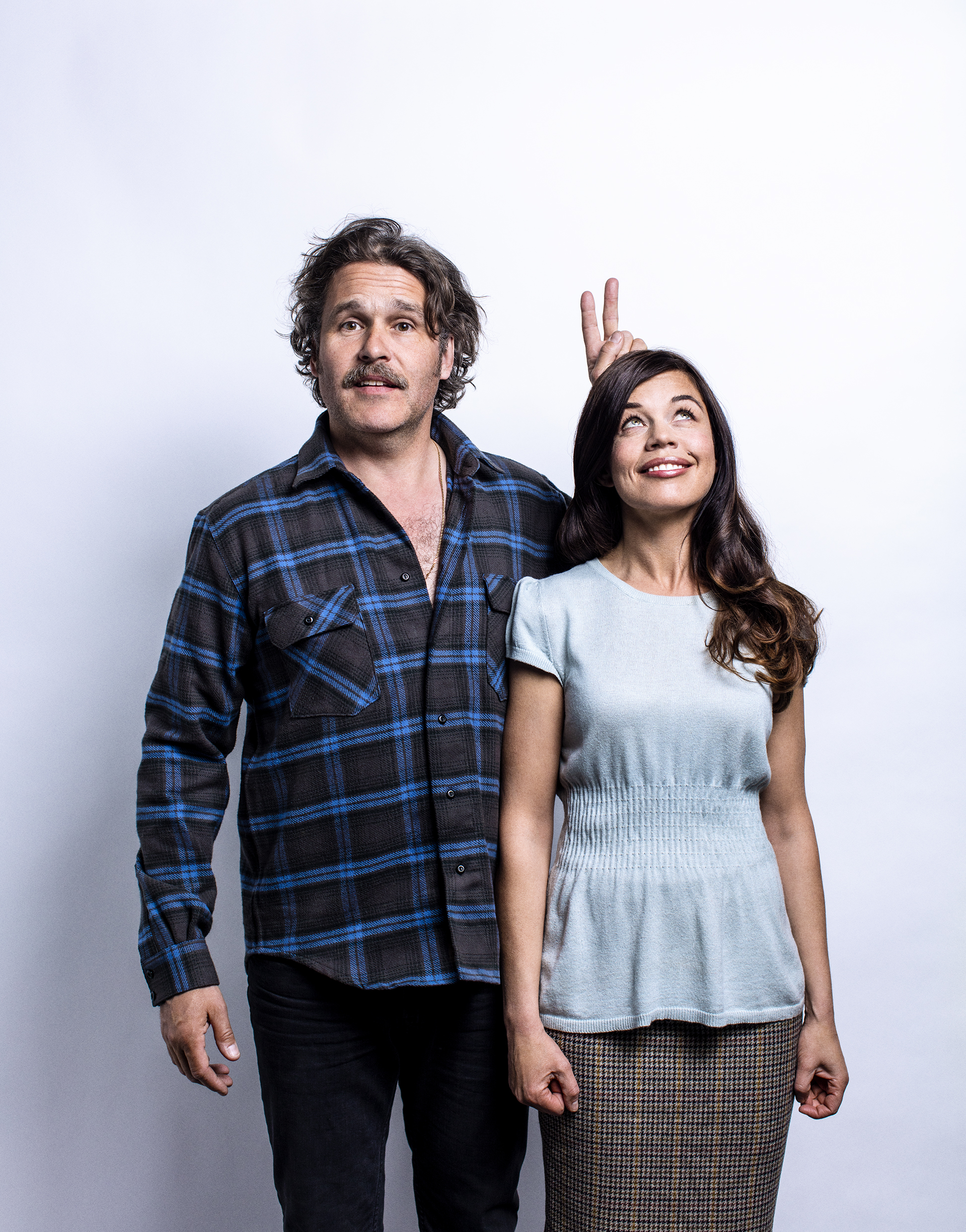
Photographie d'une personne faisant des oreilles d'âne à une autre.

Faire des oreilles d'âne, faire les cornes,, ou faire des oreilles de lapin à quelqu'un est un geste de moquerie consistant à relever l'index et le majeur derrière la tête d'une personne pour lui faire un bonnet d'âne.
Cette pratique serait apparue sur les photographies dans les années 1950.